# Gil Bellows
Gil Bellows (Vancouver, 28 giugno 1967) è un attore canadese.

## Biografia
Si è diplomato alla Point Grey Secondary School, a Vancouver e successivamente ha frequentato l'Accademia americana di arti drammatiche.

## Carriera
È noto soprattutto per i ruoli di Tommy nel film Le ali della libertà (1994) e Billy Allen Thomas nella serie Ally McBeal (1999-2000)

## Vita privata
Dal 1994 è sposato con l'attrice Rya Kihlstedt, dalla quale ha avuto due figli.

## Filmografia

### Cinema
- The First Season, regia di Ralph L. Thomas (1989)
- Love e una .45 (Love and a .45), regia di C.M. Talkington (1994)
- Le ali della libertà (The Shawshank Redemption), regia di Frank Darabont (1994)
- Promesse e compromessi (Miami Rhapsody), regia di David Frankel (1995)
- Black Day Blue Night, regia di J.S. Cardone (1995)
- Il colore del fuoco (Substance of Fire), regia di Daniel J. Sullivan (1997)
- Un amore di strega (Un amour de sorcière), regia di René Manzor (1997)
- Biancaneve nella foresta nera (Snow White: A Tale of Terror), regia di Michael Cohn (1997)
- White Lies, regia di Ken Selden (1997)
- The Assistant, regia di Daniel Petrie (1997)
- Dinner at Fred's, regia di Shawn Thompson (1999)
- Judas Kiss, regia di Sebastian Gutierrez (1998)
- Say You'll Be Mine, regia di Brad Kane (1999)
- Beautiful Joe, regia di Stephen Metcalfe (2000)
- Chasing Sleep, regia di Michael Walker (2000)
- Fast Food High, regia di Nisha Ganatra (2003)
- Blind Horizon - Attacco al potere (Blind Horizon), regia di Michael Haussman (2003)
- EMR, regia di James Erskine e Danny McCullough (2004)
- Zeyda and the Hitman, regia di Melanie Mayron (2004)
- How's My Driving, regia di Jason Eric Perlman – cortometraggio (2004)
- Childstar, regia di Don McKellar (2004)
- Pursued - Senza scrupoli (Pursued), regia di Kristoffer Tabori (2004)
- Keep Your Distance, regia di Stu Pollard (2005)
- The Weather Man - L'uomo delle previsioni (The Weather Man), regia di Gore Verbinski (2005)
- Kill Kill Faster Faster, regia di Gareth Maxwell Roberts (2007)
- Unthinkable, regia di Gregor Jordan (2010)
- Hunt to kill - Caccia all'uomo (Hunt to kill), regia di Keoni Waxman (2010)
- Fury (The Samaritan), regia di David Weaver (2012)
- Hates: House at the End of the Street (House at the End of the Street), regia di Mark Tonderai (2012)
- Parkland, regia di Peter Landesman (2013)
- Extraterrestrial, regia di Colin Minihan (2014)
- The Calling - Vocazione omicida (The Calling), regia di Jason Stone (2014)
- La regola del gioco (Kill the Messenger), regia di Michael Cuesta (2014)
- Life on the Line, regia di David Hackl (2015)
- Scary Stories to Tell in the Dark, regia di André Øvredal (2019)
- Awake, regia di Mark Raso (2021)

### Televisione
- Law & Order - I due volti della giustizia (Law & Order) – serie TV, episodio 1x14 (1991)
- Passione in uniforme (Silver Strand), regia di George Miller – film TV (1995)
- Radiant City, regia di Robert Allan Ackerman – film TV (1996)
- Ally McBeal – serie TV, 68 episodi (1997-2002)
- The Practice - Professione avvocati (The Practice) – serie TV, episodio 2x26 (1998)
- The Courage to Love, regia di Kari Skogland – film TV (2000)
- Night Visions – serie TV, episodi 1x03-1x04 (2001)
- Lei, la creatura (She Creature), regia di Sebastian Gutierrez – film TV (2001)
- The Agency – serie TV, 23 episodi (2001-2002)
- Whitewash: colpevole fino a prova contraria (Whitewash: The Clarence Brandley Story), regia di Tony Bill – film TV (2002)
- Second String, regia di Robert Lieberman – film TV (2002)
- Caccia al killer (1st to Die), regia di Russell Mulcahy – film TV (2003)
- The Twilight Zone – serie TV, episodio 1x42 (2003)
- Cooking Lessons, regia di Ivan Reitman – film TV (2004)
- A Bear Named Winnie, regia di John Kent Harrison – film TV (2004)
- Terminal City – serie TV, 10 episodi (2005)
- The Cleaner – serie TV, episodio 1x01 (2008)
- 24: Redemption, regia di Jon Cassar – film TV (2008)
- Smallville – serie TV, episodi 9x18-9x20 (2010)
- FlashForward – serie TV, episodi 1x11-1x12-1x20 (2010)
- Criminal Minds – serie TV, episodio 6x02 (2010)
- True Justice – serie TV, 4 episodi (2010-2012)
- Due case per Natale (Trading Christmas), regia di Michael M. Scott – film TV (2011)
- Sanctuary – serie TV, episodi 4x12-4x13 (2011)
- Boss – serie TV, episodi 2x09-2x10 (2012)
- Vegas – serie TV, episodi 1x06-1x07-1x09 (2012)
- CSI - Scena del crimine (CSI: Crime Scene Investigation) – serie TV, episodio 14x21 (2014)
- Falling Skies – serie TV, episodio 4x05 (2014)
- Bones – serie TV, episodio 10x07 (2014)
- Ascension – miniserie TV, episodi 1-2-3 (2014)
- Patriot – serie TV, 14 episodi (2015-2018)
- 22.11.63 (11.22.63) – miniserie TV, episodi 6-8 (2016)
- Eyewitness – serie TV, 10 episodi (2016)
- The Handmaid's Tale – serie TV, episodio 3x09 (2019)
- Jett - Professione ladra (Jett) – serie TV, 8 episodi (2019)
- Suits – serie TV, episodio 9x03 (2019)
- The Twilight Zone – serie TV, episodio 2x10 (2020)
- L'amore ai tempi del corona (Love in the Time of Corona) – miniserie TV, 4 episodi (2020)
- American Gods – serie TV, episodi 3x02-3x03-3x04 (2020)
- Alert: Missing Persons Unit – serie TV, 6 episodi (2024)

## Doppiatori italiani
Nelle versioni in italiano delle opere in cui ha recitato, Gil Bellows è stato doppiato da:
- Claudio Moneta in Ally McBeal, Unthinkable - Impensabile, The Handmaid's Tale
- Roberto Pedicini in FlashForward, Smallville, Jett - Professione ladra
- Luca Ward ne Le ali della libertà, Judas Kiss
- Massimo Lodolo in Night Visions
- Gianluca Iacono in Whitewash: The Clarence Brandley Story
- Antonio Sanna in Biancaneve nella foresta nera
- Alberto Bognanni in The Agency
- Andrea Ward in Criminal Minds
- Gianluca Tusco in Caccia al killer
- Roberto Certomà in The Weather Man - L'uomo delle previsioni
- Antonio Palumbo in 24: Redemption
- Sergio Di Giulio in Hates: House at the End of the Street
- Stefano Billi in Bones
- Massimiliano Lotti in Patriot
- Pasquale Anselmo in Fury
- Alberto Angrisano in Parkland
- Saverio Indrio ne La regola del gioco
- Massimo De Ambrosis in Scary Stories to Tell in the Dark
- Andrea Lavagnino in Suits
- Alessandro Budroni in Alert: Missing Persons Unit